# 阿末法依扎·阿祖穆不信任动议
2020年12月4日，马来西亚霹雳州议会对州务大臣阿末法依扎·阿祖穆提出不信任动议，此动议由孟加兰峇鲁州议员阿都马纳·哈欣提出，反对党领袖阿都阿兹巴里在投票前要求记名投票，获得了武吉章当州议员马斯林·山·拉兹曼附议以及10多人支持。阿末法依扎政府在信任动议中获得10票支持、48票反对以及1张废票，未达执政所需的30票而垮台。阿末法依扎随后表示接受结果，不会解散州议会，并确保大臣权力交接顺利。这是马来西亚第4位因不信任动议下台的州领导人。

## 背景
2018年5月9日，前首相马哈迪·莫哈末领导的反对党希望联盟（简称希盟）赢下大选夺下执政权使得马来西亚首次政党轮替。除了中央执政权外，希盟还拿下了包括霹雳州在内的多个州属执政权，希盟霹雳州主席阿末法依扎·阿祖穆也因此成为新任霹雳州务大臣。2020年2月24日，首相马哈迪宣布辞职引发政治危机，土著团结党（简称土团党）趁势退出希盟和伊斯兰党建立国民联盟（简称国盟），导致中央政府以及包括霹雳在内的多个州政府垮台。3月9日，阿末法依扎宣布土团党将与马来民族统一机构（简称巫统）和伊党组建新政府。3月13日，阿末法依扎再次宣誓就职霹雳州务大臣。
土团党是由对巫统高层不满或失望的原巫统领导层分裂所建，两党的党章与意识形态基本相同。巫统基层领袖普遍认为土团党已经可以和民主行动党（简称行动党）相提并论成为巫统最大的威胁，霹雳和雪兰莪基层领袖内部认为土团党已成最大问题。霹雳巫统还对土团党议员人数较少，但占据多职感到不满。硝山国会议员纳兹里·阿都阿兹表示「我们并非不公平的，我们有提出过问题，并且尝试解决。但压倒骆驼的最后一根稻草，是阿末法伊扎在没有谘询巫统领袖的情况下，委任高乌州议员拿督阿兹尼出任大臣政治秘书。」
2020年11月30日，霹雳州议会议长查希卡立收获孟加兰峇鲁州议员阿都马纳·哈欣提呈的对州务大臣阿末法依扎信任动议。人民公正党（简称公正党）在投票前一天表示不会支持阿末法依扎。议会原将2021年霹雳财政预算案排在首个议程，但遭到兵如港州议员李存孝和天猛莪州议员莎比雅·莫哈末反对，议长随后下令通过投票决定。最后，议会以45票赞成，9票反对决定先进行不信任动议。

## 议会表决
| 2020年12月4日霹雳州议会对阿末法依扎·阿祖穆信任动议投票结果 由阿都马纳·哈欣议员提呈 获得过半多数需30席 |                                                                    |         |
| 票型                                                                                                  | 政党                                                               | 结果    |
| 支持                                                                                                  | 土团党 （4） 伊斯兰党 （3） 民政党 （1） 巫统 （1） 独立人士 （1） | 10 / 59 |
| 反对                                                                                                  | 巫统 （24） 行动党 （16） 诚信党 （5） 公正党 （3）                | 48 / 59 |
| 废票                                                                                                  | 土团党 （1）                                                       | 1 / 59  |
| 空缺                                                                                                  | (0)                                                                | 0 / 59  |

### 国民阵线
此次倒阁被认为是巫统在警告土团党。虽然巫统明面上在国会支持首相兼土团党主席慕尤丁·雅辛，但暗地里却扳倒担任霹雳州务大臣的土团党署理主席阿末法依扎，以此警告慕尤丁他的相位并非牢不可破。前柔佛州务大臣奥斯曼沙比安在受访时暗示土团党将在柔佛州议会用同样手段报复。巫统表示不信任动议仅是针对大臣个人，而非国盟-国阵联合政府，因此希望继续保持同盟。新任大臣预料由巫统议员出任，主要人选有前霹雳州务大臣赞比里阿都卡迪、巫统霹雳主席沙拉尼莫哈末和龙谷州议员沙鲁扎曼·叶海亚。

### 希望联盟
身为反对党的希盟三党行动党、国家诚信党和公正党的24名州议员在动议中投下反对票。政治观察家认为巫统并未与希盟合作推翻政府，因为希盟不太可能支持国盟政府。提呈动议的阿都马纳证实了双方并未合作。

### 国民联盟
国盟除了1人投废票外，其余议员均投支持票（土团党4人，伊党4人）。

### 其他
霹雳州议会除了国阵、希盟和国盟三大势力外，还有1名民政党议员西华苏巴马廉和独立议员杨祖强。二人原是行动党党员，但在政治危机发生后纷纷退出该党，并在信任动议中投下支持票。民政党于2021年2月加入国盟后，二人加入土团党使得民政党丧失其唯一的议席。

## 结果
倘若大臣未获多数议员支持需向霹雳苏丹请辞让其任命掌握多数议员支持的人选成为新大臣或是解散议会举行州选。阿末法依扎选择辞职，不解散州议会。
2020年12月10日，巫统籍议员沙拉尼莫哈末获得巫统、土团党和伊斯兰党州议员支持，因此宣誓就任霹雳州新任州务大臣。